# 井上茉倫
井上 茉倫（いのうえ まりん、1989年1月28日 - ）は、日本のグラビアアイドル、タレント、司会者、女優。愛称は、“マリン”。

## 概要
北海道生まれ（出生・出身。なお、SMSのプロフィールでは出身地を「北海道 石狩」としている）。特技は3歳から13年間続けたクラッシックバレエ。小さい頃は福祉関係の仕事に興味を持っていて、ホームヘルパーの資格を取得。札幌国際大学観光学部航空ビジネスコース卒業後、ダンサーを目指して単身上京。
バレエ、ダンスで鍛えた抜群のスタイルを持っており、フリーで活動中から積極的にネットワークを広げ、2018年カロスエンターテインメントに所属。配信プラットフォームマシェバラでミス東スポ2019特別賞、初代ミス週刊実話グランプリの2冠を獲得してブレイク。
数多くのタレントを世に送り出した巨匠カメラマン山岸伸が手掛けた1st DVD「ムーンライト」を、2019年4月19日に竹書房よりリリース。
2019年5月よりテレビ番組の「真夜中のおバカ騒ぎ」でレギュラー入りを果たす。所属事務所を卒業し、2020年からフリーとして活動するのを機に、芸名を月神まりなから井上茉倫に改名した。
2020年6月20日2nd DVD ｢Turn on｣をマイロールより発売。
1st DVDに続きカメラマン山岸伸が撮りおろした。
DVD「Turn on」は、山岸伸がロケ地沖縄、東京、千葉の3ヶ所で撮影し、井上茉倫が自前衣装、ヘアーメイクで自然の姿をセルフ・プロデュースした意欲作となっている。
また、6月20日のDVDリリース前に4月20日発売の週刊大衆での袋とじが掲載された。
2021年4月9日発売フライデー(2021年4月23日号)にてヘアーヌードを披露している。
2022年7月の自身のPococha配信内で好きな動物を鮫とヌー(ヌーの群れ)だと明かしている。
また、同配信内で北海道の1番好きな祭りについて言及しており、氷瀑祭りが全ての冬祭りの原点だとしている。
2023年7月4日のX(旧Twitter)にてエステティシャンのディプロマ取得の報告をしている。
2023年7月12日よりエステティシャンデビューしている。エステの予約はSNSで受け付けている。
2023年12月29日キングダムより自信3枚目となるイメージDVD ｢清純派ですけど何か？｣をDVDとBlu-rayでリリースしている。
2024年1月24日のX(旧Twitter)にて腸活 ファスティングカウンセラーの資格取得の報告をしている。

## 略歴
2017年
- 2017年度JNETWORK ラウンドガール

2018年
- カロスエンターテインメント所属
- 「ミス東スポ2019」特別賞受賞
- 2018年度JNETWORK ラウンドガール

2019年
- 「第1回ミス週刊実話　WJガールオーディション」グランプリ受賞
- 1st DVD「ムーンライト」リリース
- テレビ番組「真夜中のおバカ騒ぎ」レギュラー入り

2020年
- 2nd DVD ｢Turn on｣ リリース

2023年
- エステティシャンデビュー
- 3rd DVD ｢清純派ですけど何か？｣ リリース

## 作品

### イメージビデオ
- ムーンライト (DVD 竹書房 2019年4月19日) ISBN 978-4-8019-1836-8
- Tune　on（DVD マイロール 2020年6月20日）[5][6]
- 清純派ですけど何か？(DVD Blu-ray キングダム 2023年12月29日)

## 出演

### テレビ番組
- 「ミス東スポ2019」特別賞受賞　2018/12.25～
- 「第1回ミス週刊実話　WJガールオーディション」グランプリ受賞　2019/1.26～
- TBS 「99.9 -刑事専門弁護士」看護師役　2016/4/17～6/19
- 日本テレビ 「行列のできる法律相談所」再現VTR
- 日本テレビ 「サバイバル・ウエディング」　2018/7/14
- TOKYO MX 「東京オーディション[仮]」　2018/7/23[7]、8/13[8]、9/17[9]、10/8[10]、11/12[11]、12/10[12]
- TOKYO MX 「あしたのSHOW」司会　2018/11/6[13]
- TOKYO MX、千葉テレビ 「真夜中のおバカ騒ぎ」　2019/5～[14]

### インターネット配信
- SHOWROOM
- マシェバラ

### 舞台
- K-FARCE
- 第1回公演「クライベイビーカフェ」
- 第6回公演「バカが乗りたがる自転車の色」

### イベント
- 2017年度J-NETWORKラウンドガール

### 撮影会
- 東京Lily、smooth、onedrop、pulchra、Chance (大阪)、Fresh AKIBA (専属モデル)

## 所属していたユニット
- J-NETWORK  (2017年 - 2018年)]